# Ringover
Ringover est une société de logiciels de communication dans le cloud alimentés par l'IA. L'entreprise a été fondée en 2018 en tant que startup à Paris par la société française BJT Partners. Ringover propose des produits de téléphonie d'entreprise et d’analyse conversationnelle à plus de 14 000 clients dans le monde.
Ringover dispose de quatre bureaux situés à Montrouge (France), Barcelone (Espagne), Londres (Royaume-Uni) et Atlanta (États-Unis), avec un effectif de 330 personnes.

## Historique
L'histoire de l'entreprise débute en 2005 lorsqu'une équipe de cinq développeurs, incluant trois de ses futurs fondateurs, a commencé à développer des produits de télécommunications tels que Standard Facile, Monfax, Simplicitel, Téléfuté, et Soconference. L'introduction de la technologie WebRTC par Google Chrome en 2012-2013 a rendu ces innovations possibles. En 2016, les premières étapes du développement du framework de la solution de téléphonie cloud Ringover avaient déjà débuté,.
Ringover a été officiellement lancé en 2018, proposant une plateforme de communication SaaS avec des intégrations métiers. L'entreprise s'est rapidement développée, en lançant une application mobile et un tableau de bord pour le suivi des appels. En 2019-2020, Ringover avait déjà développé plus de 100 intégrations natives avec des outils métiers, parmi lesquelles des CRM, et introduit des fonctionnalités API et des webhooks. En 2019, Ringover a reçu le prix « Star Beginner for Summer 2019 » décerné par SoftwareSuggest.
En 2021, Ringover lève 10 millions d’euros lors d’un tour de financement en série A mené par Expedition Growth Capital. Ce financement a permis d’élargir l’offre produit et de développer un outil vidéo basé sur l’intelligence artificielle, intégré par la suite à Empower, la solution de transcription et d’analyse des conversations de Ringover,. Parallèlement, l’entreprise a renforcé ses effectifs et ouvert des bureaux à Atlanta, Barcelone et Londres,,.
En 2022, Ringover est devenue une plateforme de communication 100 % cloud, intégrant plusieurs canaux comme WhatsApp, Messenger, Instagram et l’email. La société a également lancé Quicktalk, une solution de téléphonie cloud destinée aux petites entreprises.
Au printemps 2022, Ringover reçoit  plusieurs distinctions High Performer de la part de la plateforme G2, dans différentes catégories telles que la VoIP en Europe, la VoIP générale, le meilleur support pour les petites entreprises, et la VoIP pour les petites entreprises.
En 2023, Ringover lève 20 millions d’euros lors d’un financement de série B auprès d’Expedition Growth Capital, Orange Ventures et Bpifrance Large Venture, soutenant ainsi son développement à l’international, notamment aux États-Unis. La même année, l’entreprise a lancé Empower, un outil d’analyse des conversations alimenté par l’intelligence artificielle,,.
En septembre 2024, Ludovic Rateau, jusque-là directeur technique (CTO) de l’entreprise, a été nommé directeur général (CEO).
En mars 2025, Ringover lance Simless, une offre de téléphonie mobile innovante qui intègre les fonctionnalités avancées de Ringover directement dans une carte SIM ou eSIM.
Dans la foulée, l’entreprise annonce en avril 2025 sa première acquisition : Target First, une société française spécialisée dans les chatbots. Cette opération permet à Ringover d’élargir son offre en proposant désormais des solutions de chatbot à ses clients.